# شاي أخضر

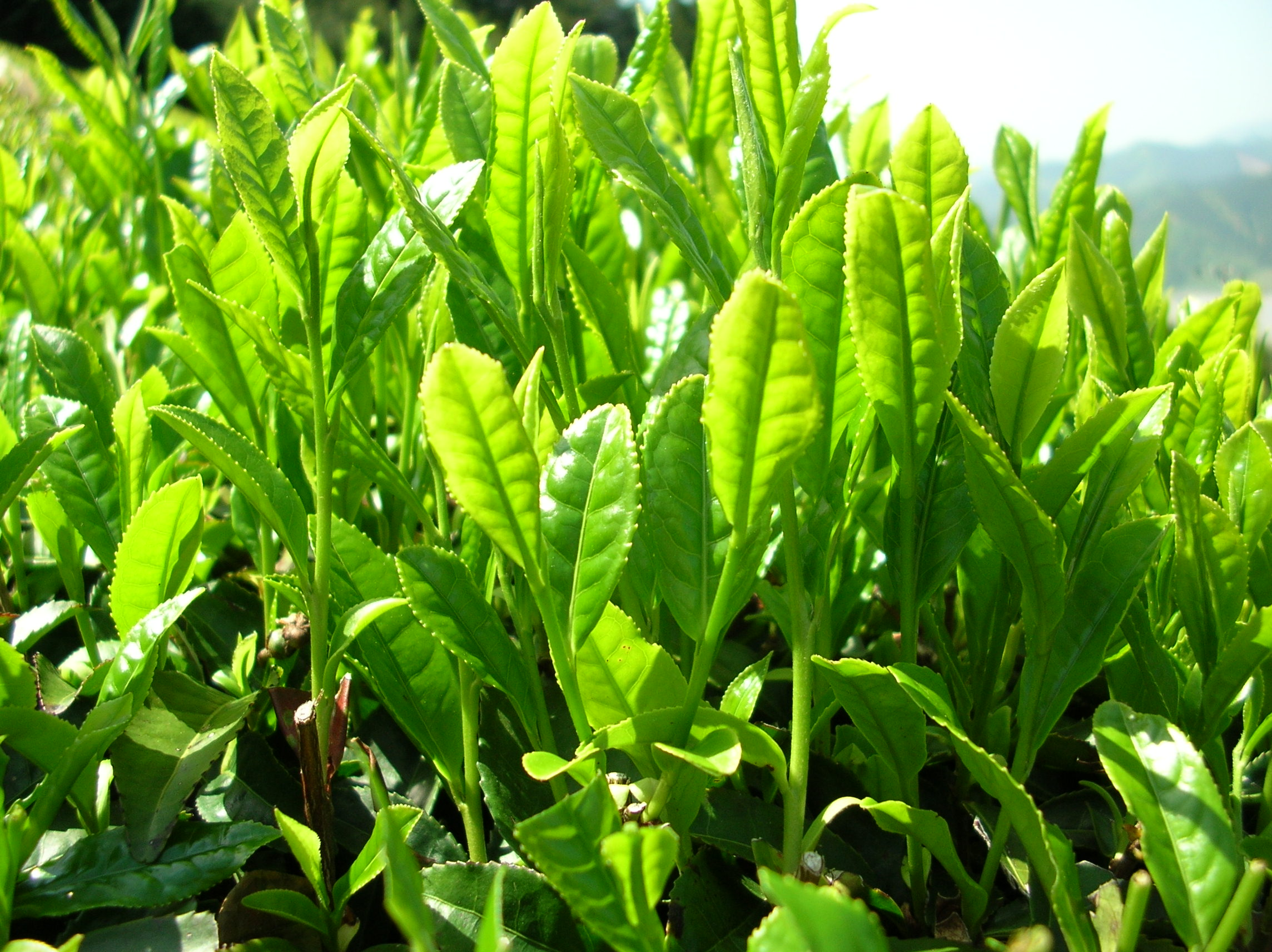
نبتة الشاي الأخضر

الشاي الأخضر أو الشاي الياباني هو نوع من الشاي، قليل الأكسدة خلال تصنيعه. على عكس الشاي الأحمر، الشاي الأخضر لا يتم تخميره. خلال العقود القليلة الماضية تعرض الشاي الأخضر لكثير من الدراسات العلمية والطبية لتحديد مدى فوائده الصحية المزعومة، أثبتت بعضها أن الذين يشربون الشاي الأخضر أقل إصابة بأمراض القلب وأنواع معينة من السرطان. والدول الرئيسية المنتجة للشاي الأخضر هي الصين واليابان وفيتنام.

## تمهيد
يتألف الشاي بأنواعه المختلفة من الفروع الطرية اليانعة لشجيرات الشاي التي تتكون من الوريقات اليانعة والبراعم، التي تعالج وفق التقاليد المتبعة في بلد المنشأ. وقد زرعت شجيرة الشاي في كل من الصين واليابان بأمد طويل. وتنتشر في الوقت الحالي مزارع الشاي في كل من الهند والباكستان وسيريلانكا وأندونيسيا وتايوان وأفريقيا الشرقية وأمريكا الجنوبية... الخ. ثمة ثلاثة أنواع رئيسة لشجيرة الشاي الدائمة الخضرة (Camellia sinensis , synonym Thea sinensis)، منها ثلاثة أنواع يحل موسم الأكثر أهمية والأوسع انتشار، النوع الصيني نوع Sinensis صغير الأوراق وصنف الاسام Assam (صنف Assamica عريض الأوراق هي الأكثر أهمية وانتشارا في الزراعة، وعندما تنمو شجيرة الشاي بالشكل البري يصل ارتفاعها إلى وأمتار، ولكن لتسهيل عملية الجنسي في المزارع الخاصة بالشاي، يحافظ على الشجيرة بالتقليد لتبقى نبتة ضئيلة الارتفاع تنتشر فروعها ربما لا يتجاوز ارتفاعها 1-1.5م. يتكاثر النبات إما بالبذور أو التكاثر الخضري. وتنتشر شجيرات الشاي في المناطق الاستوائية والمدارية ذات الرطوبة العالية القطاف الأول بعد مضي نحو 54 سنوات، ويستمر استثمار الشجرة حتى 60-70 عاما. أما موسم الجني فيعتمد على المنطقة والمناخ ويستمر لمدة 8-9 أشهر كل عام، أو بطريقة أخرى يمكن قطف الأوراق على فترات تفصل بينها 9-6 أيام على مدار العام، وثمة 3-4 مراسم جني للشاي في الصين. وكلما ازدادت أوراق الشاي المقطوفة ينعا كانت جودته أفضل. وما يقطف من أوراق الشاي هو البرعم الأبيض المزغب والوريقتان المحاورتان الأكثر ينعا (النوع الأشهر المعروف باسم وريقتان وبرعم)، ولكن قطاف الفروع الأكثر طولا التي تحتوي أربع أوراق وأحيانا خمسة أو ستة أمر مألوف. وتؤدي المعالجة التالية إلى إعطاء الشاي بنوعية الأسود والأخضر.

## الشاي الأخضر Green Tea
في صناعة الشاي الأخضر، تعد ظهور العمليات التأكسدية عاملا سلبيا. وكلما كانت أوراق الشاي المستعملة في صناعة الشاي الأخضر طازجة كان الشاي المنتج أفضل. ونظرا لأن العمليات التأكسدية التي تحفز إنزيمات الأوراق غير مرغوبة تتعطل الإنزيمات في مرحلة مبكرة وتحل العمليات الكيميائية الحرارية محل تفاعلاتها. وعلى العكس من صناعة الشاي الأسود، تحذف مرحلتا التجفيف والتخمير في معالجة الشاي الأخضر.
وهناك طريقتان لتصنيع الشاي الأخضر:
يابانية وأخرى صينية. تشتمل الطريقة اليابانية على تبخير الأوراق المقطوفة الطازجة في 995 م يتبع ذلك التبريد والتجفيف، ثم تخضع الأوراق إلى عملية لف في درجة حرارة عالية في 75-80م، أما في الطريقة الصينية فتوضع الأوراق الطازجة في محمص يسخن بفحم خشب عدم الدخان، وتحمص فيه. وبعد اللف والغربلة تأتي عملية التسخين على النار مرحلة أخيرة في إنتاج الشاي الأخضر.

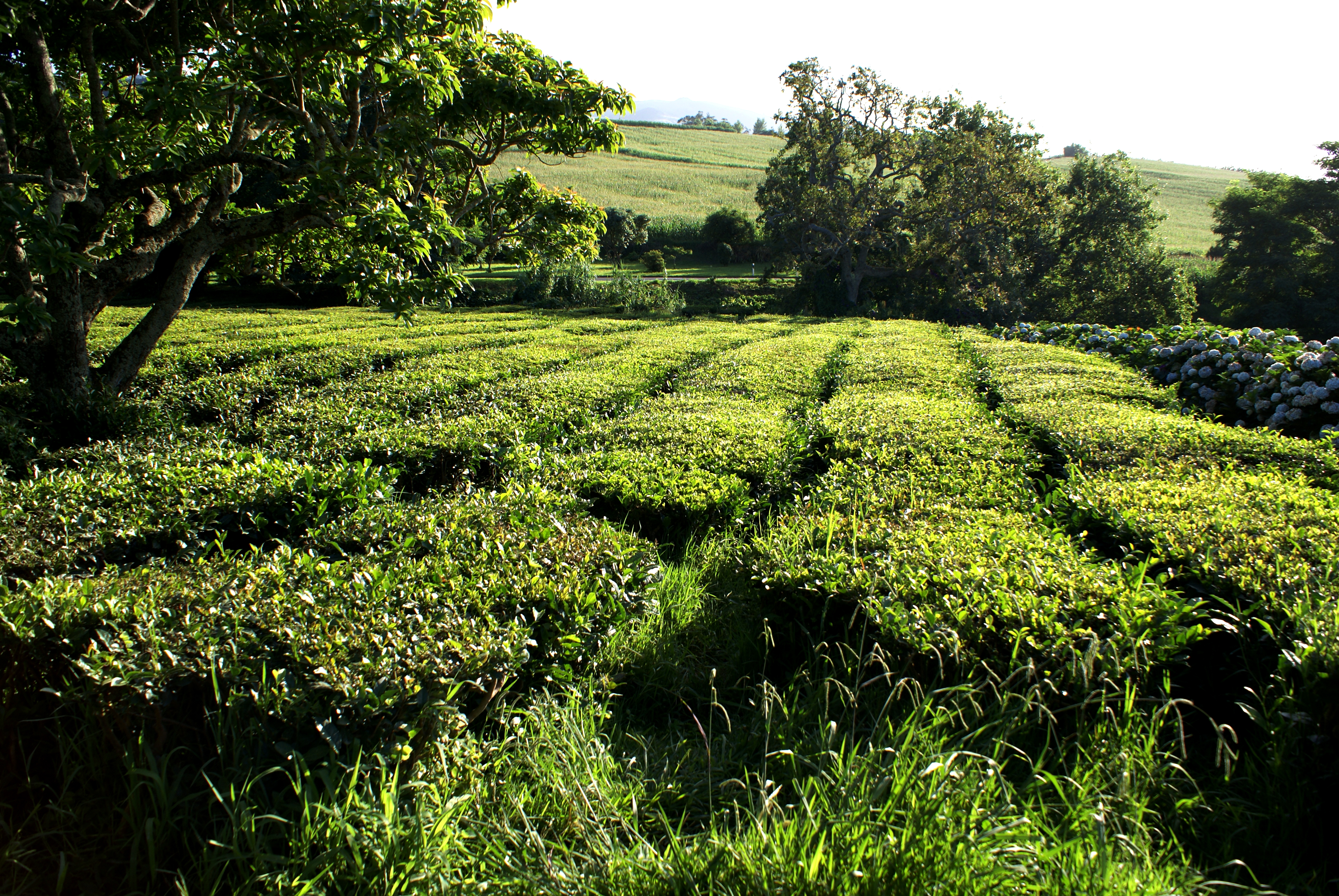
حقول الشاي في سفوح جبال غوريانا في جزر الأزور - البرتغال: المنطقة الأوروبية الوحيدة غير جورجيا التي تدعم إنتاج الشاي الأخضر.

ينخفض محتوى الشاي الأخضر من التانين والكلوروفيل وفيتامين C والحموض العضوية، بعض الشيء أثناء المعالجة، وذلك نتيجة لتعطيل الإنزيم. يبدو مغلي الشاي الأخضر بلون رائق خفيف ومذاق مر. ويعطر في كل من اليابان والصين عادة بإضافة أزهار البرتقال أو الورد أو الياسمين. ويحتل كل من الشاي الأصفر والأحمر ولونغ) مركزا متوسطا بين نوعي الشاي الأسود والأخضر، حيث الشاي الأصفر أقرب إلى الشاي الأخضر والشاي الأحمر أقرب إلى الشاي الأسود. لا يشتمل إنتاج الشاي الأصفر على التخمير، ومع ذلك فإن جزءا من التانين، أثناء التجفيف والتحميص، يخضع إلى التأكسد، لذلك يكون الشاي الأصفر أغمق لونا من الشاي الأخضر.
أما الشاي الأحمر فيخضع إلى تخمر جزئي، ويتشكل نكهته الخلو من مسحة المذاق العشبي التي للشاي الأخضر، أثناء التحميص واللف في درجات الحرارة العالية.

### درجات الشاي
تحدد درجات الشاي بأعدادها التي تكاد لا تحصى في سوق التجارة، حسب المنشأ والمناخ والعمر وطريقة المعالجة ونوع الورقة. فيما بلی نسرق تصنيفة اعتباطية بعض الشيء:
على حسب نوع الورقة (الشاي ذو الأوراق الكاملة السليمة)، مثلا

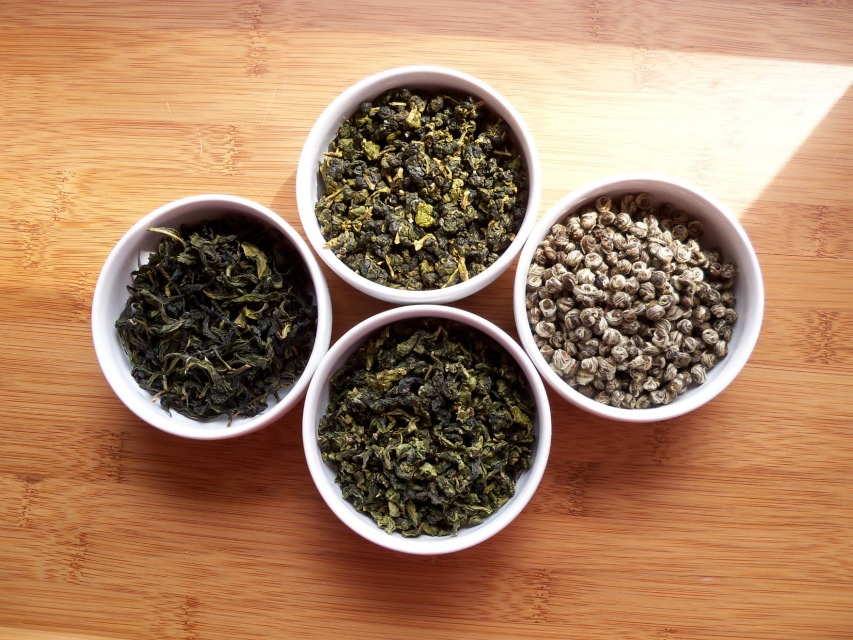
أربعة أصناف من الشاي الأخضر قبل تخميره

شاي بکو بزهر البرتقال، وبيكو البرتقال (يحضر من البراعم الورقية والورقتين الشعريتين الفضيتين الأكثر ينعة ذات الرؤوس المصفرة)، وشاي بيكو (الورقة الثالثة) وشاي بيكو سوشونغ (بالأوراق الأكثر خشونة الرابعة حتى السادسة على اليانع).
• شاي الكسارة: بالأوراق المكسرة أو المقطعة، شبيهة بالأنواع السابقة الذي تميز فيه أوراق الشاي المكسرة أو المقطعة ذات الرؤوس القصوى الذهبية للورقة من الأوراق الخشنة المكسرة. ويعد الشاي المكسر / المقطع (الشاي الحر هو المنتج المفضل في عالم التجارة بالشاي نظرا لأنه يترافق برائحة لطيفة، التي تعطي كمية أكبر من مغلي الشاي بسبب اتساع مساحة السطح.
• تستخدم الزغابات والفتاتات من أوراق الشاي المتكسرة والمقطعة، بعد تنظيفها من العيدان وسوق الأوراق بشكل مفضل في صناعة أكياس الشاي.
• غبار الشاي، ولا يستخدم في أوروبا.
• شاي القوالب، وهو أيضا غير متوفر في السوق الأوروبية. وهو يحضر من غبار الشاي بعد نخله وتعريضه للبخار ثم يكبس بوجود مادة لاصقة مشكلا مكعبات شاي مضغوطة. أما من حيث المنشأ، فيعد الشاي الآتي من منطقة الهملايا المعروف باسم دار جیلنغ ممتازة بشكل خاص وكذلك الشاي الذي مصدره مرتفعات سيريلانكا.. وتنتشر في أرجاء العالم منشآت تحضير خلطات الشاي (مثلا: الصيني والروسي وایست فریزن والمنزلي وغيرها) وذلك هدف تعديل الجودة والنكهة التي يبديها الشاي عند تحضيره للشراب، كي يكون مناسبا ذوق المستهلك وقبوله أو يجاري الاتجاهات وينسجم مع التقاليد المطبقة من أجل نسبة ماء / شاي. وكما هي الحال مع القهوة، تخفف مستخلصات الشاي وتسوق على شكل مسحوق ذواب، كثيرا ما يدعى بالشاي الفوري سريع التحضير.

## التركيب
يتباين ترکيب أوراق الشاي بشدة على حسب المنشأ والعمر ونمط المعالجة.
1-المركبات الفينولية Phenolic Compounds
تشكل المركبات الفينولية نحو 25-35% من المادة الجافة في أوراق الشاي اليانعة الطازجة. وتأتي في طليعتها مركبات الفلافانول بنسبة 80% من الفينولات. بينما تتكون المواد الباقية من طليعة الأنثوسيانيدين والحموض الفينولية والفلافونولات والفلافونات. تتأكسد الفلافانولات أثناء التخمر إنزيمية معطية مركبات مسؤولة عن اللون والنكهة للشاي الأسود. ويعزى اللون المحمر - الأصفر لمستخلص الشاي الأسود في أغلبه إلى ثيافلافين وثبارو بيغين. أما المذاق اللاذع فمرده بشكل رئيسي إلى الفلافونول - 3 - غليكوزيد. تتعطل الإنزيمات في الشاي الأخضر، لذلك يمتنع أكسدة الفلافانول. يعزى اللون الأخضر المصفر واللون الأصفر في الشاي الأخضر إلى وجود الفلافونولات والفلافونات، وهكذا كان الشاي المعالج لإعطاء الشاي الأخضر أو الأسود يمكن تميزه كيميائية بسهولة بشكل رئيسي بتركيب المركبات الفينولية. يحتوي الشاي الأخضر 17.5% والشاي الأسود 14.4% من عديدات الفينول معطاة بما يكافئ حمض الغالليك. وتعد الكاتیكينات المكون الرئيسي في الشاي الأخضر (90% من جزء عديدات الفينول)، الذي لا يتجاوز 25% من نسبته في الشاي الأسود.

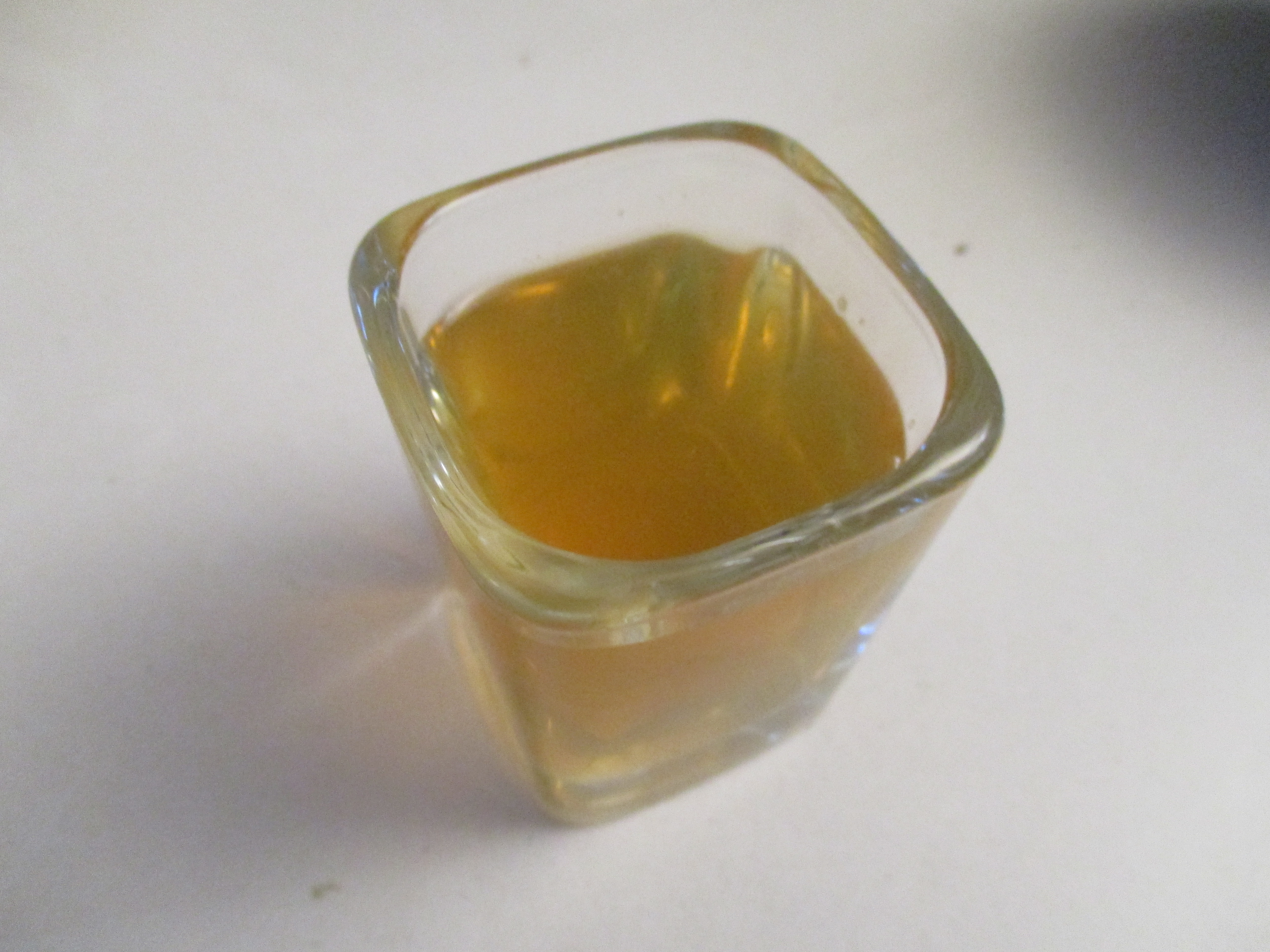
لون الشاي الأخضر المخمر لمدة 3 دقائق عند 90 درجة مئوية (194 درجة فهرنهايت)

يحدث التغيير في محتوى الفينولات أثناء نمو أوراق الشاي على شجير ما: فيتناقص التركيز ويتغير ترکيب هذا الجزء. وهكذا فإن شاي النوعية الجيدة لا يحصل عليه إلا من الأوراق اليانعة. ويلعب الثيوغالين بين أقرانه من المركبات الفينولية دورة خاصة، وذلك لأنه لا يصادف إلا في الشاي وهو مرتبط بنوعية الشاي.
2-الإنزيمات Enzymes
يتكون جزء البروتين في الشاي في أغلبه من الإنزيمات ويعد الاکسیداز عديد الفينولات، الذي يتوضع في أغلبه ضمن خلايا بشرة الورقة، ذا أهمية بالغة من أجل تخمير الشاي. وتزداد أهميته أثناء تجفيف الأوراق وعملية لفها ثم تنخفض أثناء التخمير، ربما نتيجة تفاعلات بعض المنتجات (مثلا 0- کيونات مع بروتينات الإنزيم. إن هدیهیدرو شیکیمات ردوکتاز الذي يحول داخلية بشكل عكوس دیهیدرو شیکيمات، والشيکيمات، وهو الإنزيم الرئيسي في التخليق البيولوجي للمركبات الفينولية عبر مسار الفنيل آلانين. إن فنيل آلانين أمونيا لحياز الذي يحفز تشطر الفنيل آلانين إلى ترانس سینامات ونشادر، له أهمية مماثلة في التخليق البيولوجي للفينولات. وتتناسب فعاليته في أوراق الشاي مع المحتوى من الكاتیكين والايبيکاتیکين. يسبب البروتيناز حلمهة البروتينات أثناء الذبول، مما يؤدي إلى ارتفاع الببتيدات والحموض الأمينية الحرة. وما يلاحظ تأكسد حمض اللينوليك إلى (2) -3 - هکسينال الذي يتصاوغ جزئيا إلى 3 - هکسینال يحفزه الليبوكسجيناز وهدر وبيروکسید لیاز وهو يحدث أيضا بالتأكسد التلقائي. يسهم (2) -3 - هکسینال في رائحة الشاي الأخضر. يسهم إنزيم الكلوروفيللاز في تدرك الكلوروفيل وإنزيم الترانس أميناز في إنتاج طلائع مكونات الرائحة. يؤدي نزع الميثيل من البكتين بإنزيم استراز مثيل البكتين في تكون هلام حمض العفص (حمض البكتيك)، الذي يؤثر في نفوذية غشاء الخلية وبالتالي يؤدي إلى تدني سرعة انتشار الأكسجين إلى الأوراق أثناء التخمر .
3- الحموض الأمينية Amino Acids
تشكل الحموض الأمينية الحرة نحو 1-3% من المادة الجافة في ورقة الشاي، نصفها مكون من الثينين (5 - N- ايثيل الغلوتامین)، ويتكون الباقي من البروتين المكون للحموض الأمينية وكذلك يوجد 8 - آلانين . يحتوي الشاي الأخضر مزيدا من الثينين مقارنة بالشاي الأسود . ويوجد بشكل عام، فارق مميز في محتوى الحموض الأمينية إلى جانب فارق في المركبات الفينولية في النوعين من الشاي. تمت مناقشة إسهام الثينين في مذاق. الشاي الأخضر، ويحدث التخليق البيولوجي للثينين في جذور النبتة من حمض الغلوتاميك والايثيل أمين الذي يشتق من الآلانين. ينتقل المركب عندئذ إلى الأوراق . ويوجد المركب القرين 4 - N- ايثيل اسبارجين و N - S- ميثيل غلوتامين بتراكيز جد منخفضة في أوراق الشاي.
4- الكافئين Caffeine
يشكل الكافئين نحو 2.5-5.5% المادة الجافة في أوراق الشاي . وللكافئين أهميته في مذاق الشاي، كذلك يوجد كل من الثيوبرومين (0.07-0.17%) والثيوفيللين (0.002-0.013%) لكن بمقادير جد ضئيلة. يتضمن التخليق البيولوجي لهذين المركبين مثيلة الهيبو کزانثين أو الكزانثين.
5- السكريات Carbohydrates
تشتمل السكريات الموجودة في أوراق الشاي على كل من الغلوكوز (72%) والفركتوز والسكروز والأرابینوز والريبوز أما الرامنوز والغالاكتوز فيرتبطان بالغلوكوزيدات. وعديد السكريدات الموجودة تتضمن السلولوز والهيميسللوز والمواد العفصية. كذلك يوجد الاينوزيتول في أوراق الشاي.
6- الشحميات Lipids
توجد الشحميات بكميات متدنية. ويكون الجزء القطبي (الشحميات الفسفورية السكرية) هو السائد في أوراق الشاي اليانعة، بينما تكون الشحوم السكرية هي المسيطرة في الأوراق الأكبر عمرة. وتسود کحولات الترایتربين، مثلا -أميرين والبوتيروسبر مول واللوبيول في الجزء غير المتصبن . يحتوي جزء السيترول -ستيرولات فقط، والغالب فيها هو 0- سبيناستيرول و۵- ستيغماستيرول.
7- الأصبغة (الكلوروفيل وأشباه الكاروتين) (Pigments (Chlorophyll and Carotenoids
يتدرك الكلوروفيل أثناء معالجة الكلوروفيل وأشباه الكاروتين (أميل للبني في اللون في الأوراق المخمرة، حيث ينقلب کلاهما إلى الفينوفاتين (أسود) أثناء خطوة التجزیف أحصي أربعة عشر من أشباه الكاروتين في أوراق الشاي. ويأتي في طليعتها الكزانثونيل والنيوكزانثين کزانثين وال - کاروين. يتناقص المحتوى أثناء معالجة الشاي الأسود . يعطی تدرك الكزانثين كمثال -داماسینون، وهو مسهم بارز في رائحة الشاي.
8- مواد الرائحة Aroma Substances
يزداد عدد من مواد الرائحة هذه عندما يخمر مشروب الشاي. وثمة اقتراح بأن تفاعل ستریكر المعدل يسهم في زيادة 2- ميثيل بروبانول و2- و 3- ميثيل بوتانال. ثم تأخذ ال 0 - ثنائي کيونات التي تنتج بأكسدة المركبات الفينولية الغفيرة الموجودة في الشاي، تأخذ دور المركب ثنائي الكربونیل ويعزى ازدياد الجيرانيول، على الأغلب، إلى حلمهة الغليكوزيد الموافق.
تلعب بعض مواد الرائحة، التي تنتج بالأكسدة المسبقة للحموض الدسمة غير المشبعة، (تكوين البيروكسيدات) دورة في الشاي الأسود، وتزداد أهميتها في الشاي الأخضر. وهكذا فإن (2) -5,1 - أوكتادين - 3 - أون و (Z) -3- هکسانال و3- ميثيل - 2-4 - نو نادیون (MND) مسؤولة عن المسحة الشبيهة بالقش والفجة في الرائحة التي يبديها هذا الشاي. يكون حمض اللينولينك طليعة مركبي الكربونیل الأولين، أما MND فهر منتج تدرك الحموض الدسمة الفيوران.
9-المعادن Minerals
يحتوي الشاي نحو 5% من المعادن، ويأتي البوتاسيوم في الطليعة وهو يكون نصف مقدار المعادن الموجودة في الشاي تحوي بعض أنواع الشاي الفلور بكميات زائدة (0.015-0.03%).

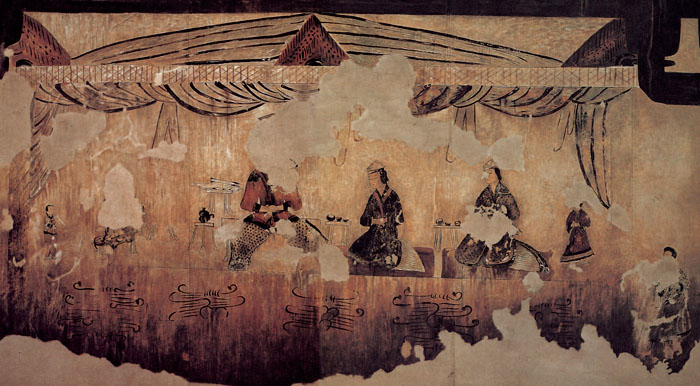
يُظهر قبر غاكجوتشونغ أحد مقابر جوجوريو فارسًا يشرب الشاي مع سيدتين (القرن الخامس إلى السادس).

## التفاعلات المتضمنة الشاي
تبدأ التغيرات التي تطرأ على مكونات الشاي أثناء خطوة الذبول. تؤدي الحلمية الإنزيمية للبروتينات لإعطاء الحموض الأمينية التي يتحول جزء منها (بنقل الأمين) إلى الحموض الكيتو المقابلة. ويشكل كلا النوعين من الحموض طلائع ثرة لمواد الرائحة. والتدرك المحرض للكلوروفيل له تأثيره في المظهر الذي يبدو عليه المنتج النهائي. ويعد الانقلاب الزائد اللكلوروفيل إلى کلوروفيلليد، وهو تفاعل يحفزه الإنزيم: الكلورفيللاز، غير مرغوب به، نظرا لأنه ينشأ عنه الفينوفوربيدات (بلون أسمر) وليس الفيوفيتين ذي اللون الزيتي الأسود المرغوب به . ونظرا لازدياد نفوذية الخلية أثناء الذبول تحبذ طريقة التخمير، يتحقق توزع متجانس لأوكسیداز عديد الفينول في أوراق الشاي أثناء خطوة التكييف في المعالجة. تتغطن ورقة الشاي أثناء خطوة اللف، ويلتقي كل من الإنزيم والركيزة معا، وهو شرط مسبق للتخمر. تسمى التفاعلات الإنزيمية التأكسدية اللاحقة (تخمر). يعد هذا الاصطلاح تسمية غير صحيحة، ويرجع في منشئه إلى العهد الذي كان يفترض فيه إسهام الميكروبات. تتكون الأصبغة في هذه الخطوة، في أغلبها، نتيجة الأكسدة الفينولية بأكسيداز عديد الفينول. وأكسدة الحموض الأمينية وأشباه الكاروتين والحموض الدسمة غير المشبعة، تفضي ؟ بالفينولات المؤكسدة، لها أهميتها في تشكيل مواد الرائحة. قدم Harler في (1963) وصفة لتطور الرائحة أثناء المعالجة: تتغير رائحة الورقة مع تقدم التخمر، وتمتلك الورقة الذابلة رائحة التفاح. وعندما يبدأ لفها أو تعطينها)، تتغير إلى رائحة الإجاص ثم ما تلبث أن تتلاشي وتعود الرائحة اللاذعة للورقة الخضراء. ثم تنشأ فيما بعد رائحة جوز، وفي نهاية المطاف رائحة حلوة مصحوبة برائحة زهرية إذا كانت النكهة موجودة. تعطي الأكسدة الإنزيمية للفلافانولات عبر ال 0- کيونات المقابلة الثيافلافين (المعادلة 6.21 XII - IX : لون أحمر لامعاء وذوبانية جيدة)، ثنائي فلافانول (XV - XIII عديم اللون)، وحمض ايبي تي فلافيك (XVII , XVI لون أحمر لامع، ذوبانية ممتازة). وتعد كل من الثيا فلافين وحمض الايبي تي فلافيك مشتقات بنز - وتروبولون هامة تكسب الشاي لونه الأسود. ومن المركبات التي توجد في الشاي بعد الأكسدة الإنزيمية للفلافانول، محموعة ثانية مختلطة من المركبات، هي الثيرونجينات (XIX , XVIII)، وهي مجموعة من المركبات مسؤولة عن اللون الأصفر المحمر لمستخلص الشاي الأسود
ومجمل القول أن جزء الفينول في الشاي الأسود يتكون من المكونات الرئيسية التالية (غ / كغ الثي روبين (59.5) وغالات الايبي غالو كاتيكين (5.16) والايبي غالو كاتيكين (10.5) وغالات الايبي كاتیكين (8.0)وغالات ثيا فلافين (6.6) يترافق نشوء الرائحة أثناء التخمر بازدياد في المركبات الطيارة النمطية في الشاي الأسود. وهي تنتج بتفاعلات تدرك الحموض الأمينة مع الفلافانولات المؤكسدة المعروف باسم تفاعل (ستريكر) وبأكسدة الحموض الدسمة غير المشبعة ونیو کزانثين من أشباه الكاروتينات.
وأثناء خطوة التحريق لصنع الشاي ثمة ارتفاع بادئ ذي بدء في فعالية الإنزيم (يتكون نحو 10-15% من ثيا فلافين أثناء العشر دقائق ثم تتعطل الإنزيمات جميعا. يدخل تحول الكلوروفيل إلى الفيوفايتين في التفاعلات المؤدية إلى لون الشاي الأسود ويشترط سلفا لحدوث هذه التفاعلات درجة حرارة عالية ووسط حمضي. ويحدث اللون البني غير المرغوب به في قيم pH الأعلى. وتتناقص خاصية الشاي اللاذعة بتشكل معقدات بين المركبات الفينولية والبروتينات. كذلك تؤثر خطوة التحريق في توازن مواد الرائحة، فمن جهة يحدث فقدان في المركبات الطيارة، لكن من جهة ثانية يتعزز تنامي مكونات الرائحة النمطية، مثلا، نتيجة لتأثرات الحمض الأميني - السكر.

## التعبئة والتخزين والتخمير

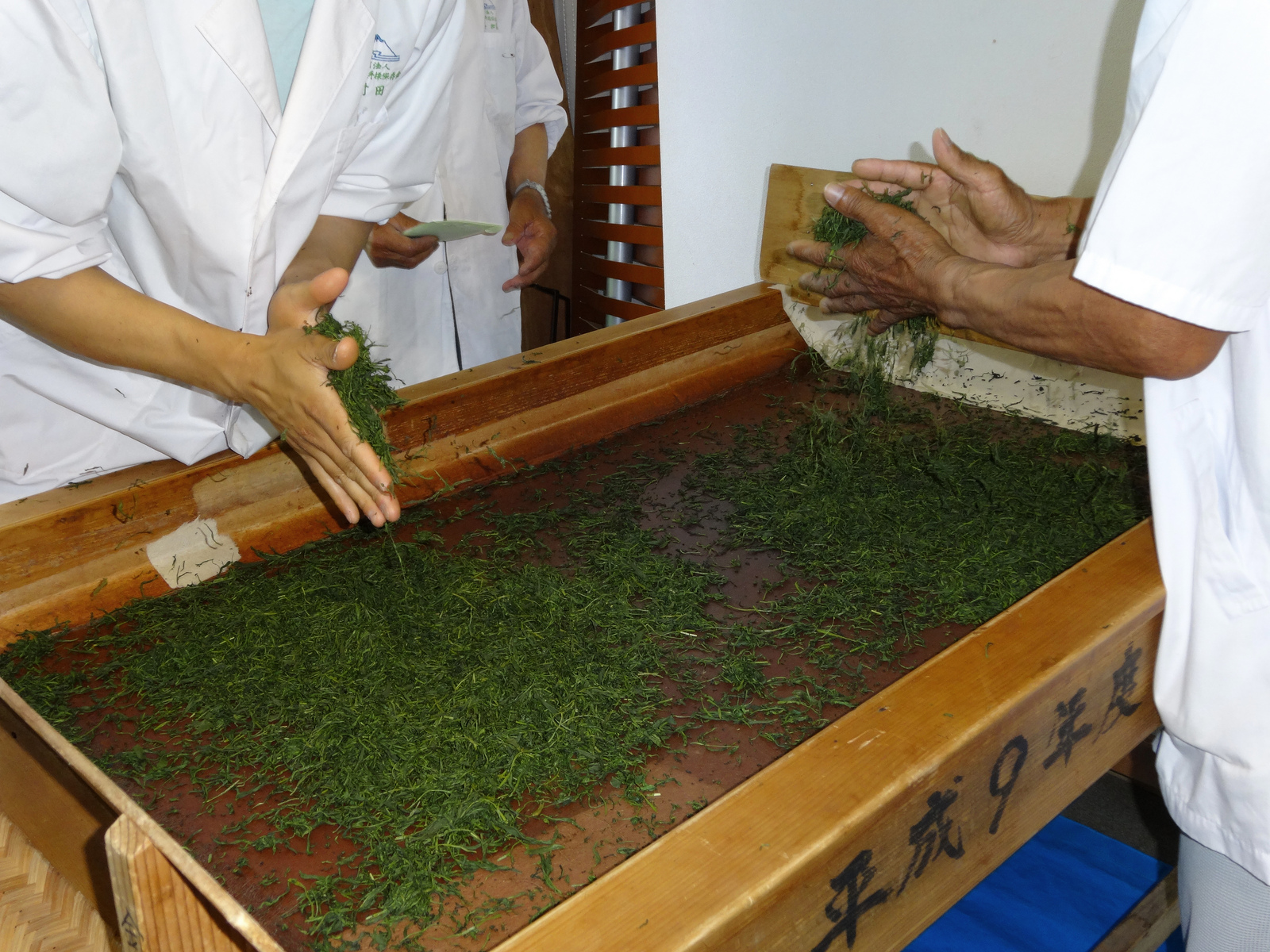
تفتيت الشاي الأخضر يدويًا بعد التنشيف

ينظف الشاي في البلدان التي ينمو فيها من الشوائب الغليظة، ثم يصنف على حسب حجم الورقة، ثم يعبأ في صناديق خشبية 20-50 كغ مبطنة برقاقات من الألمنيوم أو الزنك أو البلاستيك وتختم الرقائق أو تصهر أو تلحم للحفاظ على جودة الشاي. ويصار إلى تخزين الشاي في آنية من الصيني أو الزجاج أو المعدن. وإن استخدام أكياس من الورق المرشح أو النفوذ تحوي الشاي بمقادیر موزونة وهو أمر شائع. يحمي الشاي أثناء التخزين من الضوء والحرارة T < 30 مم والرطوبة حتى لا تصير الرائحة تفهة وقليلة، ويجب تجنب المصادر الأخرى المولدة للرائحة أثناء التخزين.
ولتحضير الشاي المغلي، يسكب عادة الماء الساخن على الأوراق ثم يترك مدة 3-5 دقائق مع التحريك بين الحين والآخر وعادة ما يحضر مستخلص أو ركازة من الشاي في البدء، ثم تخفف بعدئذ بالماء، وعادة ما يحتاج نحو 4-6 غ من أوراق الشاي لكل ليتر من الماء، ونحو 8 غ في الخلاصات الأقوى. والتأثير المنشط للشاي سببه الأول هو وجود الكافئين.

## تاريخ
الشاي الأخضر هو أوراق نبات الشاي الطازجة كما يتم جمعها في البلاد التي تزرعه، مثل الصين والهند وسريلانكا، وهو الشاي الذي يشربه أهل هذه البلاد في الأصل. وعندما استعمر الإنجليز هذه المناطق وعرفوا الشاي، شحنوه بانتظام إلى بلادهم في سفن تبحر عبر البحار والمحيطات لفترات طويلة في جو حار قائظ ورطوبة شديدة. وهكذا كانت أوراق الشاي الخضراء تتأكسد وتتحول إلى اللون الأسود نتيجة الحرارة والرطوبة التي يتعرض لها أثناء الشحن، ومن هنا عرف الشاي الأحمر في جميع بلدان العالم بعدما أصبح مشروب الإنجليز الأول.

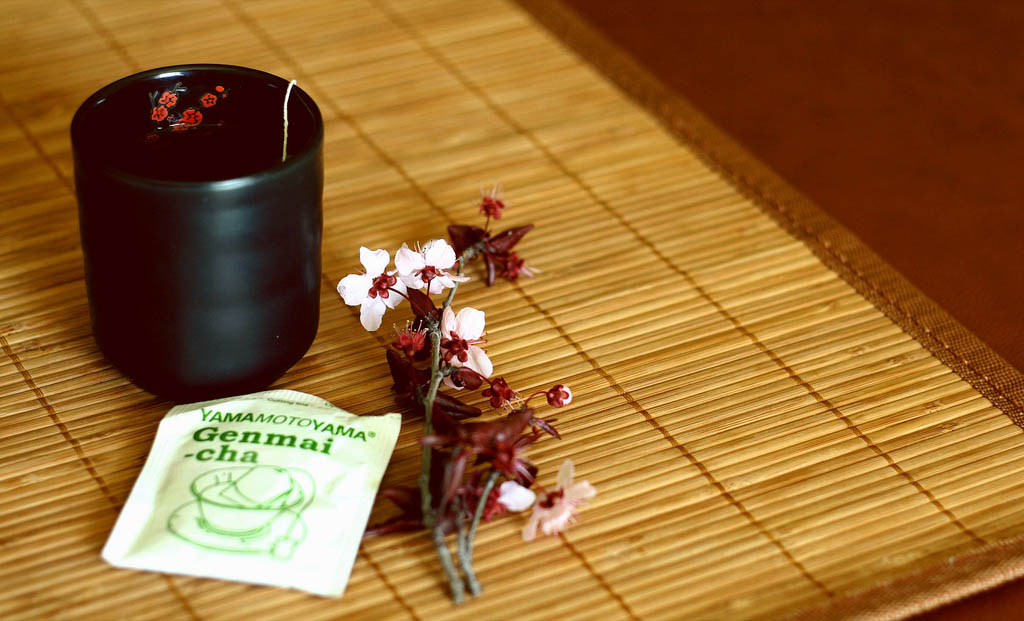
كوب شاي اخضر في اليابان

بالرغم من أن تأكسد أوراق الشاي الخضراء وتحولها إلى اللون الأسود كان يفقدها بعض خواصها. ولم يعرف العالم الشاي الأخضر وقتها، ولفترة طويلة بعد ذلك، بل أدمنوا الشاي الأحمر التقليدي، فكانوا يتعمدون أكسدة أوراقه لكي تتحول إلى اللون الأسود المعروف، وهو يأتي من نفس أوراق نبات الشاي الذي يأتي منه أيضا الشاي الأخضر ويعرف علميا باسم نبات «كاميليا سنينسيس Camellia sinensis». وللحصول على الشاي الأحمر يجب أن تتأكسد أوراق الشاي بالكامل، بينما يتعرض الشاي الأخضر لبعض التبخير الخفيف قبل أن يترك لكي يجفف ويستعمل بعد ذلك. ومؤخرا عرف العالم الشاي الأخضر، وبدأ يعرف المزيد عن فوائده مع تطور الأبحاث لدراسته.
والشاي الأحمر يأتي من أفريقيا والهند وسريلانكا واندونيسيا، بينما يأتي الشاي الأخضر من بلاد في الشرق الأقصى مثل الصين واليابان. والشاي الأحمر والأخضر يحتويان على كميات متشابهة من الفلافينويدز، مع بعض الاختلاف في التركيبة الكيماوية، إذ يحتوى الشاي الأخضر على فلافينويدات بسيطة تسمى «كاتيشين» بينما تؤدي أكسدة أوراق الشاي الأحمر إلى تحول هذه المواد إلى مواد أكثر تعقيدا تسمى «ثيافلافين».
عرفت الصين الشاي الأخضر أولا، ومنها انتقل إلى اليابان في عام 800 قبل الميلاد عندما عاد رهبان بوذا اليابانيون من الصين الذين ذهبوا إليها للدراسة وهم يحملون معهم الشاي الأخضر الذي استعملوه كعشب طبي. وفي عهد «كاماكورا» (1191-1333 ميلادية) شدد الراهب البوذي «ايساي» على التأثيرات النافعة للشاي الأخضر في كتابه «الحفاظ على الصحة بشرب الشاي» (عام 1211 م) فقال : «الشاي هو دواء اعجازي يحافظ على الصحة. وله قوة غير عادية في اطالة العمر، حيث يلاحظ أنه في كل مكان يزرع الشاي يكون الناس طويلي الأعمار. وفي العصور القديمة والحديثة يكون الشاي هو الإكسير الذي يجعل سكان الجبال يعمرون طويلا». من هذه المقولة نعلم أن الشاي الأخضر كان له التقدير الكبير منذ قديم الزمان كعقار قوي وفعال. ولكن في العصور الحديثة تقدمت الأبحاث التي تدرس تأثيرات الشاي الأخضر إلى درجة تقديم اثباتات علمية قوية تدعم فعلا مقولة أن الشاي هو دواء اعجازي للحفاظ على الصحة. وأصبح من الواضح أن الشاي الأخضر له فاعلية مؤكدة في مقاومة الأمراض.

## أنواع

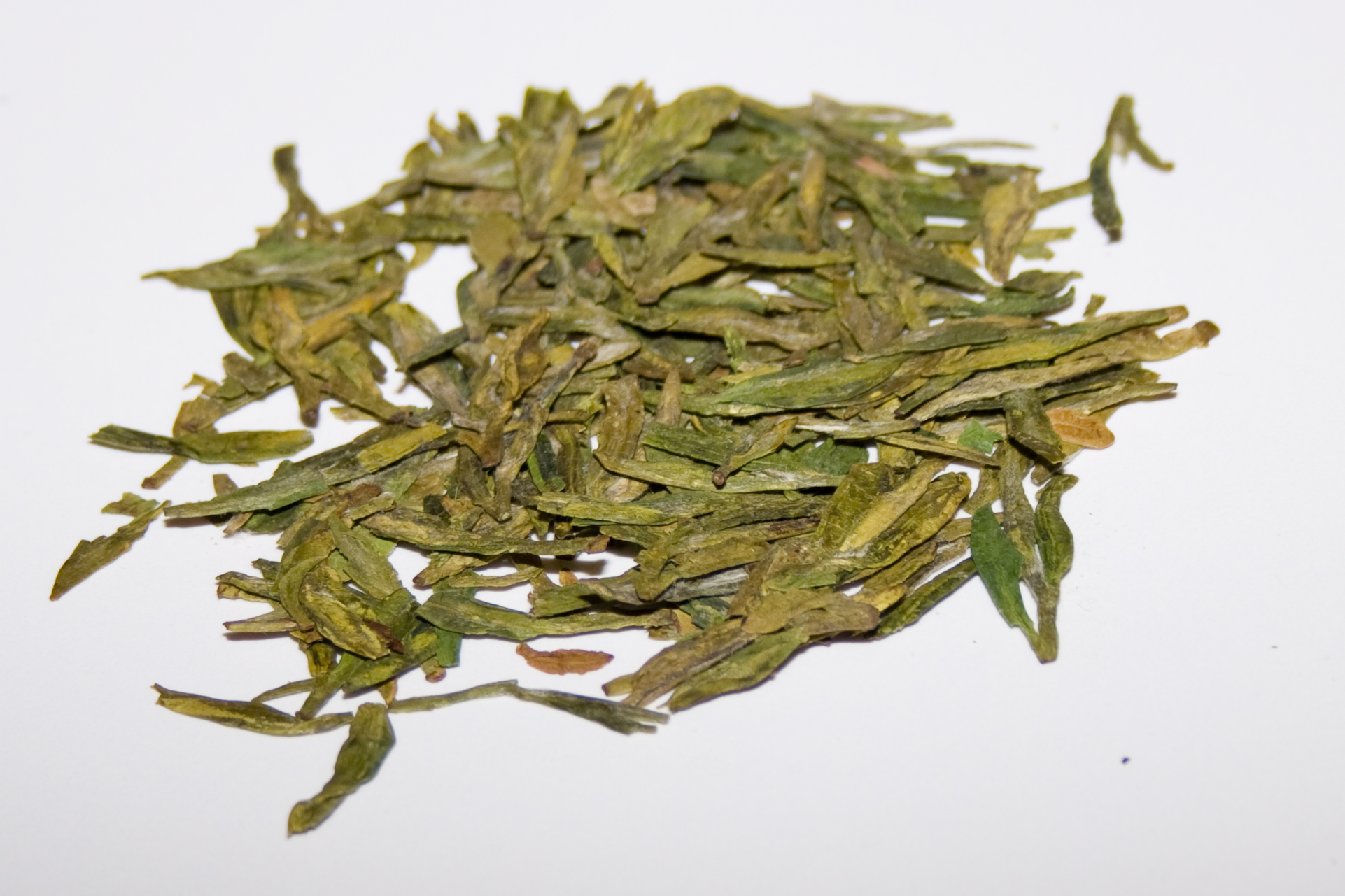
لونغ جينغ (التنين الطيب)

### شاي الصين
- البارود (Gunpowder): ينتج في جيجيانغ وآنهوي، وهو المستعمل في تحضير الأتاي.
- هوانغ شان ماو فنغ (Huang Shan Mao Feng): ينتج في مقاطعة آنهوي.
- لونغ جينغ (التنين الطيب): أفضل الأنواع واغلاها، ينتج في جيجيانغ.
- تشن-مي (Chun-Mee): من محافظة جيانغشي.

### شاي اليابان[8]
- جيوكورو (Gyokuro)
- سينشيا (Sencha)
- بانشا (Bancha)
- ماتشا (Matcha)
- هووجيشا (Houjicha)
- كوكيشا (Kukicha)
- جينمايشا (Genmaicha)